# Discocyrtus nigrosulcatus
Discocyrtus nigrosulcatus is een hooiwagen uit de familie Gonyleptidae.